# NGC 7395
NGC 7395 ist eine Linsenförmige Galaxie vom Hubble-Typ S0 im Sternbild Eidechse am Nordsternhimmel. Sie ist schätzungsweise 263 Mio. Lichtjahre von der Milchstraße entfernt und hat einen Durchmesser von etwa 90.000 Lj.
Das Objekt wurde am 21. August 1873 von Édouard Stephan entdeckt.